# Agnes Meyer Driscoll
Agnes Meyer Driscoll (Illinois, 24 de juliol de 1889 - Virgínia, 16 de setembre de 1971), també coneguda com a Madame X, va ser una criptoanalista estatunidenca que va desxifrar un gran nombre de sistemes navals japonesos i va desenvolupar sistemes per a màquines xifradores.

## Biografia
Es va graduar l'any 1911 a la Universitat de l'Estat d'Ohio, especialitzant-se en Física, Matemàtiques, Llengües Estrangeres i Música, que llavors eren disciplines d'estudi escassament triades per una dona. Després de la graduació es va mudar a Amarillo, Texas, on va ser directora de música en una acadèmia militar, i posteriorment catedràtica del departament de matemàtiques a l'escola secundària local.
El 22 juny de 1918, gairebé un any després d'entrar Estats Units en la Primera Guerra Mundial, Agnes Meyer es va allistar a la Marina dels Estats Units, on va ser contractada en el rang més alt de treball d'oficina i va rebre formació en tasques tècniques com la identificació d'empremtes, l'ensemblatge de projectils, la telegrafia o l'estenografía, entre d'altres. Va treballar per a la secció de Codificació i Senyals del Director de Comunicacions Navals.
Excepte per una excedència de dos anys, durant els quals va treballar per a una empresa privada, Agnes va seguir treballant com a criptoanalista per a l'Armada Americana fins a l'any 1949.
Els seus esforços no es van limitar als sistemes manuals, es va involucrar en la naixent tecnologia de l'època que s'aplicava tant a xifrar com a desxifrar. Al començament de la seva carrera, va participar en el desenvolupament de la CM, una de les màquines de la Marina estatunidenca.
L'any 1921, Agnes Meyer va aconseguir desxifrar un missatge en teoria inexpugnable, enviat per una màquina creada per Edward Hebern. Al 1923, Hebern va contractar Meyer, que va abandonar la Marina per ser Consellera Tècnica en la Hebern Electric Code Company amb la missió de millorar la seguretat de la màquina. No obstant això, no va aconseguir que la màquina oferís una seguretat inexpugnable, així doncs l'empresa va entrar en fallida.
Després de la fallida de la Companyia Meyer es va reincorporar a la Marina l'any 1924. El seu treball en aquesta companyia influiria en els anys següents en la tecnologia rotor.
Meyer va desxifrar els codis manuals de la Marina Japonesa, el Codi del Llibre Roig en els anys vint i el Codi del Llibre Blau en els anys trenta.
Al 1939, Agnes Meyer va ser la primera a trobar els primers patrons numèrics del codi JN25, la qual cosa va donar les claus per aconseguir desxifrar-lo per complet. El JN25 va ser el codi més complex dels empleats de l'Armada Imperial Japonesa. Aquesta fita va ser la seva contribució més important a la criptoanàlisi i va ser una de les raons que van fer que l'any 1942 els Estats Units guanyessin la batalla de Midway durant la Segona Guerra Mundial.
Al començament de la Segona Guerra Mundial, Meyer va participar en els esforços de la Marina estatunidenca per desxifrar la màquina alemanya Enigma.
Va morir l'any 1971. Està enterrada, al costat del seu marit, Michael "Brownie", Bernard Driscoll, al Cementiri Nacional d'Arlington.